# Norman Cohn-Armitage
Norman Cudworth Cohn-Armitage (Albany, 1º gennaio 1907 – New York, 14 marzo 1972) è stato uno schermidore statunitense, vincitore di una medaglia di bronzo nella scherma ai giochi olimpici.